# ドイツ現代思想
ドイツ現代思想（ドイツげんだいしそう）は、近世の後のドイツの哲学ないし思想のこと。

## 概要
ドイツの哲学史の通説では、古代・中世・近世・現代と大きく時代を四つに区分する。近世哲学の完成者はゲオルク・ヴィルヘルム・フリードリヒ・ヘーゲルとされ、その歴史哲学がドイツ圏に与えた影響は以後の流れを決定付けた。ヘーゲルの進歩主義的な歴史哲学に、科学的な史料批判に基づく反論を加えたのは歴史学の祖レオポルト・フォン・ランケであった。歴史学が一般人の教養となっていく時代は、やがて歴史主義を生んだ。ヘーゲル以降にヘーゲル哲学を承継し、これを発展的に乗り越えようとした潮流と、ヘーゲルを批判し乗り越えようとして発生した潮流に大きく分かれる。彼の死後左右に分裂したヘーゲル学派と、ヘーゲル左派から生まれたマルクス主義は前者に位置付けることができ、アルトゥル・ショーペンハウアー、フリードリヒ・ニーチェ、セーレン・キェルケゴールを先駆者とする生の哲学は後者に位置付けらことができる。新カント派やエトムント・フッサールの現象学は、生の哲学の問題提起を重く受けとめつつも、当時の科学の飛躍的な発展を背景に、新たな学問の基礎付けを目指した。ドイツには、ヘーゲルと並び立つフリードリヒ・シュライアマハーに始まり、ヴィルヘルム・ディルタイが承継した解釈学の伝統がある。フッサールの弟子マルティン・ハイデッガーは、現象学と解釈学を統合し、哲学史の解体を試みた。また、彼の基礎的存在論がきっかけに、ルネ・デカルト、イマヌエル・カントに起源を有する近代的な認識論に傾倒してた流れから存在論が復権する。戦後、ヘーゲルの弁証法を基礎に、マルクス主義哲学と科学を統合し、非合理的な社会からの人間の解放を目指すフランクフルト学派の批判理論が英米圏の分析哲学を実証主義であると批判して対立していたが、1960年代のいわゆる「実証主義論争」を経て分析哲学の研究成果を受け入れる流れができた。このような流れのいる者として、カール＝オットー・アーペルらがいる。もっとも、このような流れの中にあっても、ハンス・ゲオルク・ガダマーのようにあくまでドイツの哲学的伝統に足場を置き研究を続けるものも多数いる。

## ドイツの哲学的伝統
近代化において、イギリス・フランスに後れを取ったドイツの政治的・経済的事情はドイツ哲学の伝統を規定している。中世以来のゲルマン的伝統に対する誇りと近代的な先進国に対する憧憬という二律背反は、ドイツの思索を観念的・抽象的なものとするとともに、ロマン主義的・理想主義的なものとし、ドイツ哲学はきわめて内面的であるという特徴を有している。ここから、ドイツ哲学の宗教的性質について言及されることがある。それは、ジョン・ロック以来の経験主義の伝統から中庸を旨するイギリスとも、オーギュスト・コント以来の実証主義の伝統から明晰を旨とするフランスとも異なり、しばしば非ドイツ圏から特殊ドイツ的と呼称されることもある。

## ヘーゲル学派の成立と分裂

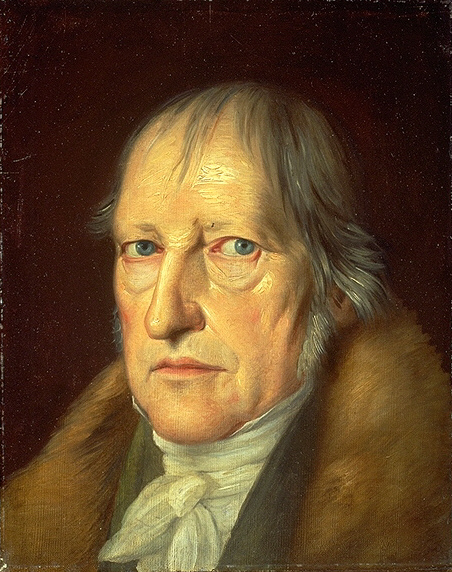
ゲオルク・ヴィルヘルム・フリードリヒ・ヘーゲル（1770年 - 1831年）は近世哲学の完成者とされる。

ヘーゲルの哲学が批判し、超克を目指したのはカントの哲学である。カントは、デカルト的な主観・客観の二項対立を前提に、厳密に現象と物自体を区別し、大陸合理論とイギリス経験論を統合したのであるが、ヘーゲルは、『精神現象学』（1807年）において、直接的な意識から始まり、即自から対自、存在から絶対的知識へ発展し、現象の背後にある物自体を認識し、主観と客観が統合された絶対的精神になるまでの過程を明らかにした。彼によれば、「精神」は単なる人間の主観ではなく、世界史の過程を通して絶対的精神へと自己展開してゆくことになる。人類の歴史は、絶対精神が弁証法的に発展し、奴隷的な状態を脱し、自由を獲得する過程でもあり、理性が自然を克服し、原始的な宗教から啓示宗教が支配する社会を経て自由な国家が成立することによって歴史は終わるとした。ヘーゲルは、根源的一者の自己展開というドイツ中世のネオプラトニズム的な神秘主義を下敷きに、弁証法という論理学、認識論という当時の近代的な哲学概念を用いて、近代的で理性的な主体である個人を前提に、民族を統合した自由な国家の成立の必然性を説くという進歩的主義な歴史哲学を主張したのである。それは隣国フランスの発展に憧憬を抱きつつも、諸々の領邦に分かれ統一を果たせないでいた当時のドイツ圏の政治事情を背景に支えられたドイツ特有の特徴をもった理論ともいえる。ヘーゲルの哲学体系は、第一哲学たる形而上学を頂点としてすべての学問の統一を目指す百科事典的な壮大なものであり、そこでは、真のみならず、善・美といった価値さえ理性によって担保されるものとなったのである。
このような壮大な体系をもつヘーゲル哲学の影響は必然的にすべての学問分野に影響を与え、以後ドイツの学者・思想家はヘーゲル哲学に対するなんらかの賛否を明らかにする必要に迫られたのである。ヘーゲルに賛成するものはヘーゲル学派を形成したが、ダーフィト・シュトラウスの『イエスの生涯』（1835年）の出版をきっかけに、老ヘーゲル派、ヘーゲル中央派、青年ヘーゲル派に分裂していった。そのような流れの中から、19世紀の科学の発展を背景に、マルクス主義が台頭する。
ヘーゲルと同時代に生き、ドイツ現代思想の源となった先駆的な批判者は、カント理論の承継者を自認したショーペンハウアーと解釈学の祖シュライアマハーである。ヘーゲルはカントの物自体という概念を批判し、これを弁証法によって現象と統合したのであるが、ショーペンハウアーはこの区別を厳格に維持し、物自体は盲目的な意志であるとした。彼の理論は生の哲学に決定的な影響を与えるとともに、広くいえば新カント派によるカント理論の復権の先駆けとなるものである。シュライアマハーの解釈学は、後にディルタイにおいて生の哲学と合流し、ハイデッガーにおいて現象学と合流し、ガダマーによって哲学の一般理論に押し上げられてドイツの哲学的伝統の潮流の一つとなった。

## 19世紀 科学の世紀

### 科学的唯物論
19世紀は後に「科学の世紀」と呼ばれるほどの自然科学の発達した時代であり、K・モレスコット(1871～95)、J・フォークト(1822～93)、ルートヴィヒ・ビューヒナーらは、自然科学的な知のみを体系化することによって哲学は不要になると主張するようになった。哲学を頂点とする学問体系とヘーゲルが呼ぶ意味での哲学は、ここではもはや検討に値しないものとされるに至ったのである。

### マルクス主義

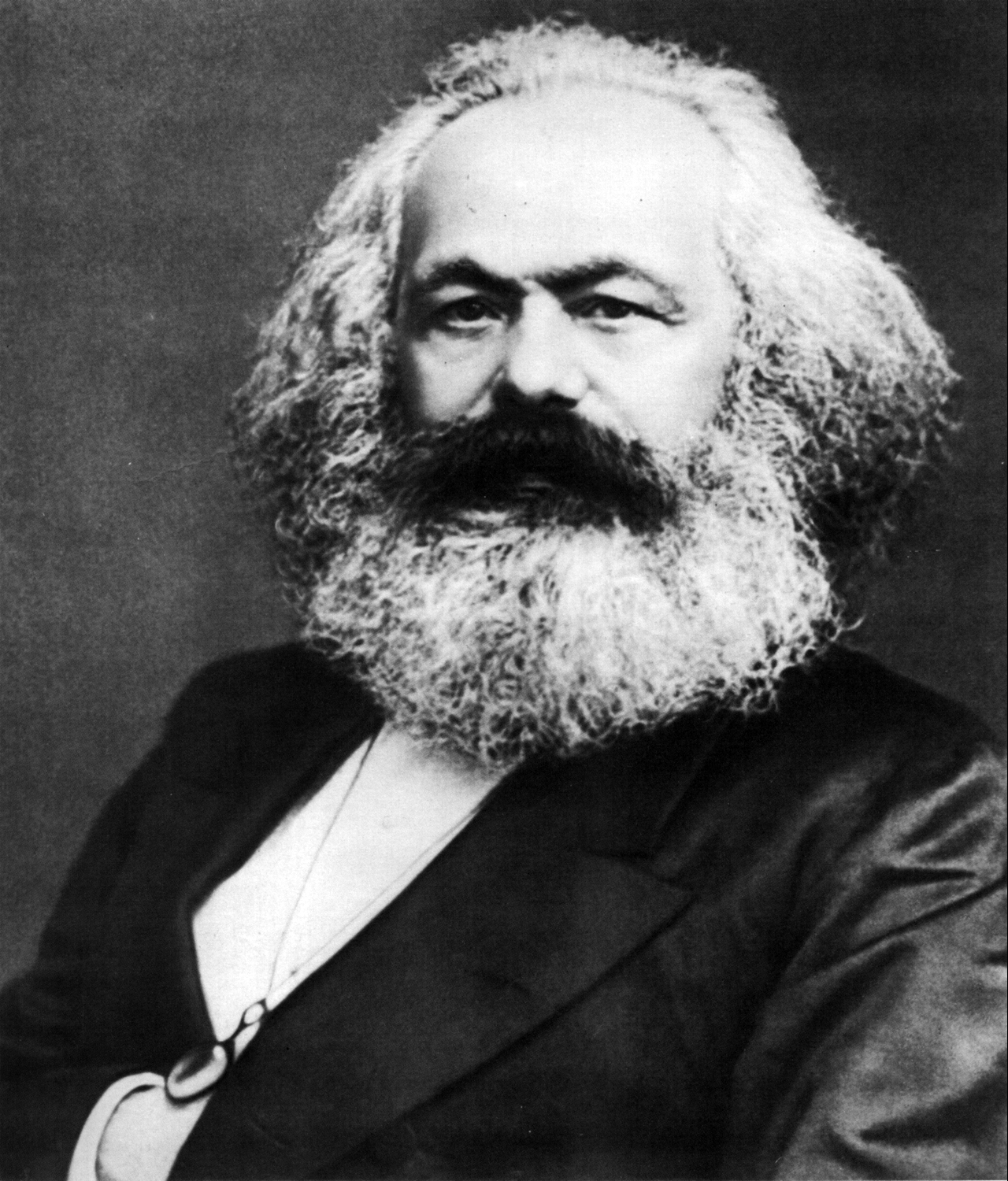
マルクス（1818年 - 1883年）

ヘーゲル左派、ルートヴィヒ・フォイエルバッハ経てマルクス主義が成立する。その出発点はヘーゲルの歴史哲学にある。マルクスとエンゲルスはヘーゲルが観念の発展過程ととらえた歴史を唯物論的に「転倒」させ、物質の発展過程とみて、自然と人、対立する力と力が矛盾を克服し、新たな運動となって発展する事物の総体こそが世界なのであり、このような弁証法的な歴史の発展法則に従い、資本主義は転覆し階級なき社会が到来すると主張した。『デモクリトスの自然哲学とエピクロスの自然哲学の差異』を著してイェーナ大学哲学博士となり、『ヘーゲル法哲学批判序説』などを著していた、若き日の哲学徒マルクスに対して、主に経済社会の分析に取り組んで『資本論』を遺した後期のマルクスは、もはや自分が哲学者であると考えていなかったが、フランクフルト学派の批判理論によって、そこにも哲学者としてのマルクスが再発見されることになった。

### フロイト 精神分析学

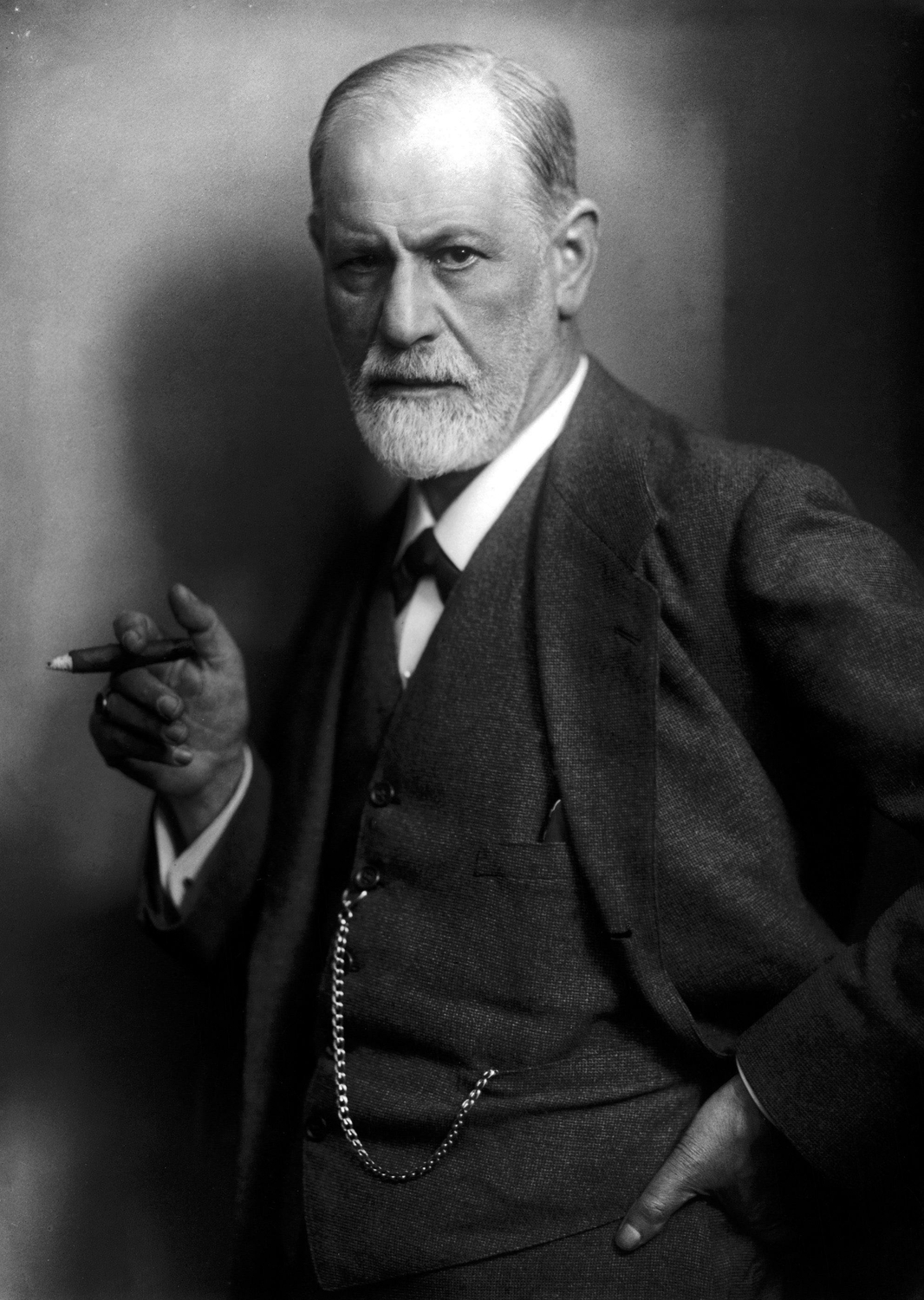
フロイト（1856年 - 1939年）

ジークムント・フロイトは、ヘルマン・フォン・ヘルムホルツに代表される機械論的な生理学、唯物論的な科学観を背景に、一般開業医として治療経験を重ねるうちに、ヒステリー患者が無意識に封印した内容を回想し言語化して表出することができれば、症状は消失するとし、この治療法を精神分析と名づけた。フロイト自身は自分は自然科学者であり、哲学者や思想家であると考えたことはなかったが、彼が編み出した無意識の概念はヘーゲルが前提とした近代的で理性的な個人という前提を根本から覆す大いなる異議である。無意識の概念や精神分析はやがて生の哲学やフランクフルト学派の批判理論と合流することになる。

## 19世紀 歴史の世紀
19世紀は「歴史の世紀」とされ、その出発点はやはりヘーゲルの歴史哲学にある。科学の世紀において、ヘーゲルの歴史哲学を批判した一方の雄に歴史学者の祖ランケがいる。ランケは、ヘーゲルが主張した歴史の発展法則を厳密な史料批判に基づく科学的方法によって批判したのであった。やがて歴史学は新しい学問として発展し、広まっていった。しかしながら、自然科学と異なり、これに対置される歴史学、法学、経済学などの精神科学は不明朗な学問として学説が乱立し、意見の一致をみることができなかった。そのような時代において、フリードリヒ・ニーチェは、先駆的な論文「生に対する歴史の功罪」(1874年) において、歴史主義の克服を初めて説いた人物である。彼にとって歴史学は純粋科学たる数学とはその本質が異なり、歴史学が科学としての客観性を偽証するときに、すべての価値はその無限の歴史の流れの中に投げ出されて破壊され、永遠の絶望と懐疑をもたらすが故に、歴史学は学問であることを止め、生に従属されなければならないとした。そこでは、自然主義に立つ科学と生がそれぞれ自律した領域であるべきであるという問題意識が、当時目覚ましい発展を遂げつつあった歴史学を批判する形で示されたのである。ニーチェは生の哲学の先駆者とされる。生の哲学を受け継いだディルタイは、自然科学と精神科学を区別し、歴史的認識を範型とする精神科学の認識論的特質は体験・表現・理解の連関に基づいているとした。この連関は「生」の自己解釈であり、歴史はこの個々の自己解釈のあらゆる客観化の総体であるとされ、歴史主義に哲学的な基礎が与えられたのである。しかし、歴史主義はやがて文化や価値はその歴史の中で規定されるという歴史相対主義を招来し、自らを生んだ西洋伝統の文化と価値をも相対化し、ニヒリズムへと辿り着くのであった。

## 生の哲学 価値の転換

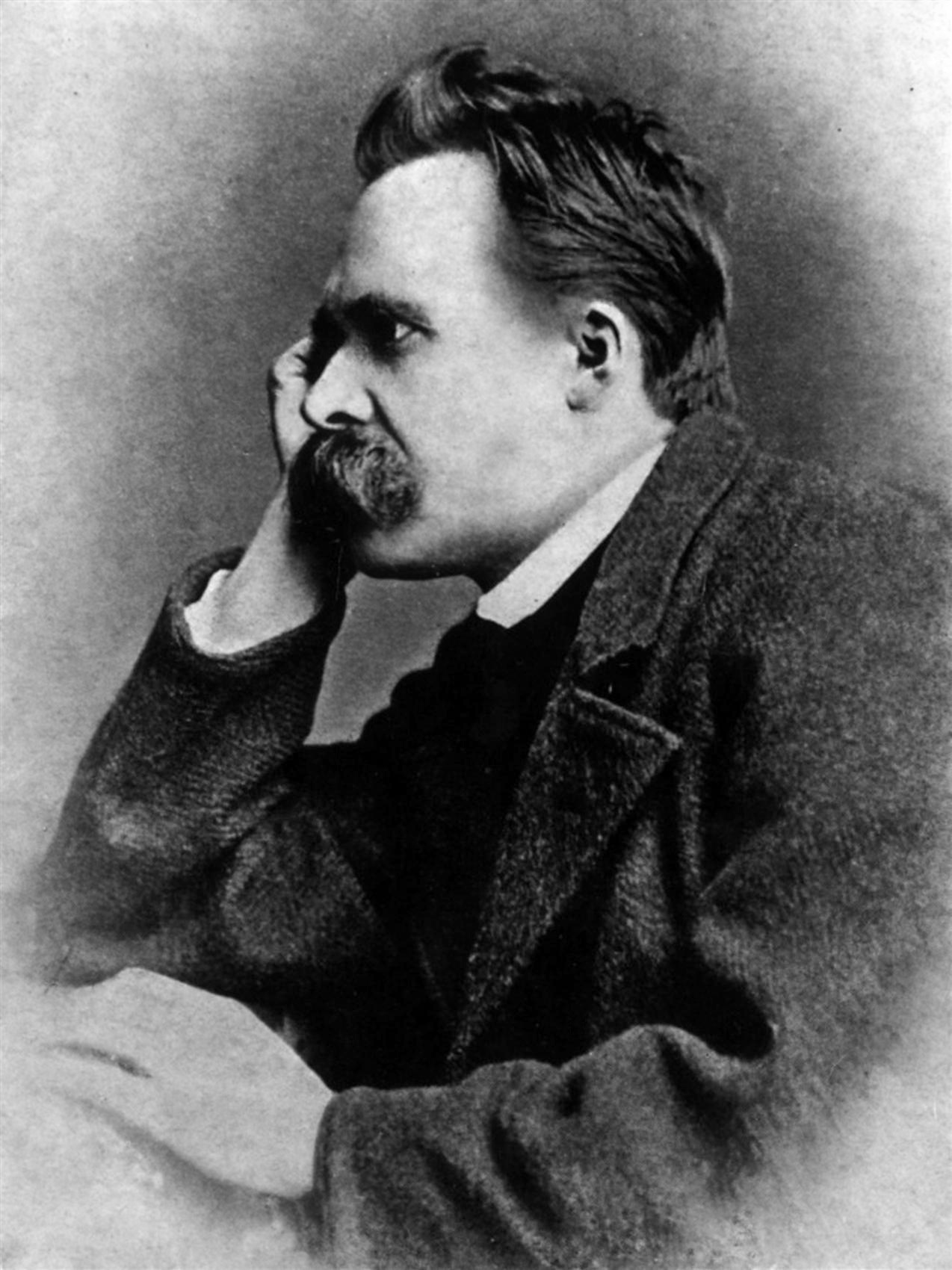
フリードリヒ・ニーチェ（1844年 - 1900年）

生の哲学は、ニーチェ、キェルケゴールなどのしばしば匿名で書かれた文学的なエッセイとして現れていたが、先鞭をつけたディルタイは生について歴史の流れの中にある客観的精神体であり、哲学の出発点をなすべき基本的事実であるとした。生の哲学がドイツの現代思想に与えた影響はきわめて広く、かつ、強力で影響をうけなかった者はほとんどいないといっても差し支えのないものであった。ヘーゲルの哲学体系においては、真・善・美は理性によって担保されるものであったが、生の哲学は価値の転倒を図り、理性は生に従属する道具的なものすぎないと主張した。それは、科学が飛躍的に発展した時代における、人間が世界おいて占める地位に対する重要な異議申し立てであった。理性に対する生について、ショーペンハウアーはただ生きんとして生きる盲目的な暗い意志としていたが、ニーチェは彼とは反対にすべてを我がものとし、支配し、超え出て、より強くならんとする権力への意志とした。このタイプの生の哲学は、フロイトの無意識と合流を果たす。第一次世界大戦後の退廃的な雰囲気の中出版されたオスヴァルト・シュペングラーの主著『西洋の没落』(Der Untergang des Abendlandes) は爆発的に売れ、講壇を超えた影響力を持った。彼によれば、ある文化形態は一つの生命であり、歴史は生の表出である。一つの生命である以上発展はするが、必ず没落し、その歴史の中で文化に規定された目標を達成することはできるが、それ自体に意味はなく、生は本来的に暴力的であり、不正であるとし、いくつかの文化の諸形態を分析した上で、西洋文化は没落を約束されているというのである。生の哲学は、自然主義と歴史主義という大きな時代の流れにあって、ただ一度きりの代替のきかない歴史の中で規定されて生きる人間に焦点を当てたのであり、様々な方面から強い批判にさらされやがて消滅したものの、その問題意識は、新カント派、哲学的人間学、実存主義、後期フッサールの生活世界の概念やハイデッガーの存在論に引き継がれていくのであった。

## カントに帰れ 新カント派
ヘーゲルによれば、彼がカント哲学を超克したことにより哲学の歴史は終わるはずであったが、歴史は繰り返される。19世紀半ば、オットー・リープマンがその著書『カントとその亜流』で発した「カントに帰れ」(Zurück zu Kant!) という標語をきっかけにカント理論が復権し始め、新カント派が成立する。その後、ヴィルヘルム・ヴィンデルバントにより西南ドイツ学派（バーデン学派）が創始されると歴史主義に哲学的基礎を与えたディルタイがその領域によって自然科学と精神科学を区別したことをヴィンデルバントは批判し、自然科学は「法則定立的」（nomothetisch）であるのに対し、精神科学は「個性記述的」（idiographisch）であると特徴づけ、自然科学と精神科学は「領域による違い」ではなく、「方法による違い」によって区別されるとして、精神科学に自然科学と異なる学問としての独自性を主張した。ハインリヒ・リッケルトは、精神科学に代わる概念として「文化科学」という概念を立て、これを体系化しただけでなく、相対主義を克服した価値哲学の構想を立てた。

## フッサール 現象学

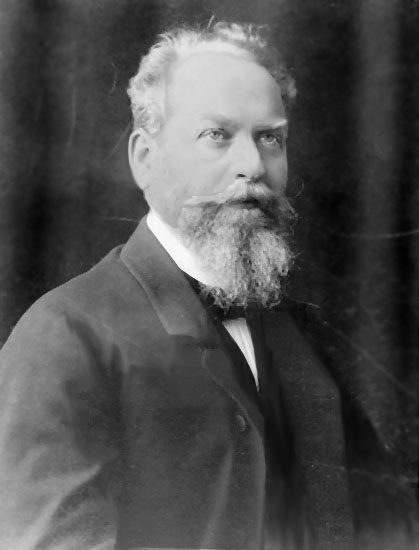
エトムント・フッサール （1859年 - 1938年）

新カント派は、領域のみならず、方法の違いによって自然科学と精神科学が区別されるとしたのであるが、このような考え方を批判し、すべての学問の厳密な基礎付けを目指したのがフッサールであった。当時は、アルベルト・アインシュタインの相対性理論を始めに、量子力学を含め理論物理学が飛躍的に発展し、デカルトやカントが前提としていたニュートン力学に対する重大な疑義が出された時代であり、改めて学問の基礎付けが問題となったのである。フッサールは、数、自己、時間、世界などの諸事象についての、確実な知見を得るべく、通常採用している物事についての諸前提を一旦保留状態にし、物事が心に立ち現れる様態について慎重に省察することで、イデア的な意味を直観し、明証を得ることで諸学問の基礎付けを行うことができると考えた。フッサールの「事象そのものへ」立ち返るという超越論的方法論は基本的にはカントを批判的に承継したものといえるが、すべての学問の基礎付けを目指すという意味ではヘーゲルの壮大な学問体系を目指すものともいえる。

## 哲学的人間学と実存哲学
マックス・シェーラーは、フッサールの初期の弟子で現象学を学んだが、後に、人間が自身に抱く自意識の歴史について、その自意識が突然に増大し続けている現代の事態を解釈するための学問として哲学的人間学を提唱した。彼は、人間の自己像の解釈を、「宗教的人間学」、「ホモ・サピエンス」、「ホモ・ファーベル」、「生の哲学における人間学」、「要請としての無神論における人間学」の五つに類型化し、それぞれに対して同等の現代的アクチュアリティを要求することによって答えようとしたが、それは生の哲学の問題提起を受けて、人間の宇宙・世界における地位を問い直そうとするものであった。
精神医学者から哲学者に転じたカール・ヤスパースは、その著書『哲学』において、実存とは精神と生の相互浸透であるとして、生の哲学の問題提起を直接に受け止める。しかし、彼は、無神論者であるニーチェではなく、キリスト教徒であるキェルケゴールに依拠し、実存は一度限りの人生において、不安の中で挫折のうちに、「存在」を体験するが、それは超越の暗号であるとする。

## ハイデッガー 存在論の復権

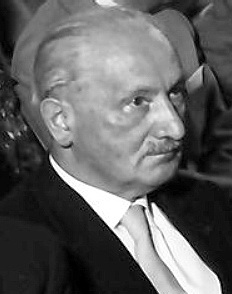
マルティン・ハイデッガー（1889年 - 1976年）は、存在論を復権させた。戦後本国ドイツでは影響力を失い、フランスで受容されるようになる。

ハイデッガーは、主書『存在と時間』において、生の哲学の問題提起を受け止めながらも、哲学的人間学とも実存哲学とも決別し、存在論の復権を高々に掲げた。彼は、西洋哲学の根本をなしてきたものは、「存在とは何か」という問いであるが、従来の存在論（形而上学）はその問いに対して神や自然といった存在者を持ち出して応えようとしてきたとする。つまり、従来の存在論は、「存在者」（das Seiende）と存在者を存在者たらしめている「存在」（das Sein）との区別、すなわち「存在論的差異」を忘却してきたのである（存在忘却）。彼は、この点を批判し、あくまで存在そのものの「意味」を問おうとし、そのための方法論として現象学を採用し、志向性を「関心」（Sorge）と呼び、「存在的」（ontischen）なあり方と「存在論的（ontologisch）なあり方を区別した。彼によれば、すべての存在者の中でも、存在論的な在り方において、存在の意味について関心を持ち、理解し得る可能性のあるのは、理性ある「人間」のみであるが、「ひと」（das Man）は、日常においては、存在忘却のため、本来の自己をもたず、他人一般に支配され「世間」に埋没している。したがって、存在忘却から脱し、存在そのものの意味を解明する準備として、人間たるDasein（ダーザイン・現存在）がどのような構造をもつかを分析する必要があるとし、この現存在の分析論を「基礎的存在論」（Fundamentalontologie）と呼び、すべての存在者の意味に関する存在論の基礎を与えるものとした。彼によれば、基礎的存在論は、個人の実存的体験を基礎としない心理学的な人間分析であってはならず、また、個人の実存的体験のみを基礎とする「実存的分析」であってもならず、これと区別された「実存論的分析」（existentiale Analytik）でなければならない。この分析の結果、ハイデッガーは、現存在の根本的存在規定である「関心」の意味が「時間性」（Temporalität）にあるとした。ハイデッガーは、現存在が自己を「時間化」する方法は本来的なそれと非本来的なそれの二つがあり、それに応じて存在了解も変わってくると自説を展開した。存在の意味が変われば、その視点のもとに見られる存在者全体の在り方とそれとの現存在の関わり方、すなわち、文化の形成の仕方も変化する。本来的なそれにおいては、その時間化はまず未来への先駆として生起し、そこから過去が反復され、そして現在は瞬間として生きられるが、存在忘却の下にある世人は非本来的なそれの中に生きており、未来は漠然とした期待のうちで開かれ、過去は忘却され、現在は現に眼前にある事物への現前として出現するだけである。したがって、人間が自己を本来的に時間化することができれば、未来が優越する緊密な時間の流れの中で、反復される歴史を解体し、現在の瞬間を自由に生きることが可能になる、というのである。ここでは、カントのコペルニクス的転回以来、懐疑的にみられるようになり、ヘーゲル哲学の崩壊後は第一哲学の地位を失った形而上学が存在論として復権を果たしたのである。

## 第二次世界大戦以後

### 若きハーバーマスのハイデッガー批判
ハイデッガーが戦後自著『形而上学入門』を内容をほぼ変えることなく再版すると、当時24歳という若さで無名であったユルゲン・ハーバーマスは、フランクフルター・アルゲマイネ紙に『ハイデガーと共にハイデガーに反対して考える』という論文を寄稿して一人批判したのであった。ハイデッガーは、戦後しばらくの間、学派とはまではいえなものの、それなりの影響力をドイツ哲学学会で有していたのであるが、やがて影響力を大幅に玄していき、フランクフルト学派が台頭してくる。

### フランクフルト学派と実証主義論争
第二次世界大戦後、世界は、アメリカ合衆国を中心とする西側世界と、ソビエト連邦共和国を中心とする東側世界に対立する冷戦時代に入っていった。このことは、西ドイツと東ドイツに分裂を余儀なくされたドイツの思想界に決定的な影響を与えた。西欧のマルクス主義者は、ソ連型のマルクス主義（マルクス・レーニン主義、その後継としてのスターリン主義）に対して、異論や批判的立場を持つ者も少なくなかったが、フランクフルト学派と呼ばれるマルクス主義者たちは、アドルノやホルクハイマーを筆頭に、ソ連型マルクス主義のみならず、西洋文明における伝統的理論を批判し、かかる理論が生み出した全体主義を批判する「批判理論」と呼ばれる新しいマルクス主義を展開した。これは、ヘーゲルの弁証法を基礎に、マルクス主義哲学と科学を統合し、非合理的な社会からの人間の解放を目指すというものであり、フロイトの精神分析を応用する。批判理論は、まず、デカルト的な主観・客観の二項対立を前提としている伝統的理論を批判する。このような対立図式は支配される客体としての自然を分析して観念する。そのため、学問は分析される対象ごとに分断され、専門家・技術化していくが、諸学問は、人間の解放を目指すという目的のため統合されなければならないのである。また、伝統理論は世界を支配される客体として自然の総体とみるため、現状追認のためのイデオロギーとして機能する。ゆえに、世界は、マルクス主義的な観点から、具体的な自然に対して労働を加えて作られたところの歴史的社会的なものの総体として把握されなければならない。さらに、批判理論はマルクス主義も批判する。魔術からの解放と合理化を目指した近代的な啓蒙の弁証法の起源は、マルクスが主張したような階級対立ではなく、人間と自然との生存を賭けた闘争である。したがって、伝統的な理論は信頼してきた理性は生に従属する道具的なものにすぎない。ゆえに、近代的な理性が伝統社会を全体主義に導いた真の犯人なのであるとする。
1961年、ドイツのテュービンゲンで行われた社会学学会においてカール・ポパーが自然科学と社会科学に共通する方法論に関するテーゼについて報告すると、これに対しアドルノが「社会科学の論理によせて」と題する論文で批判した。これをきっかけに、いわゆる「ドイツ社会学における実証主義論争」が始まる。ポパーは、科学と疑似科学の区別を問題にして、どのような現象も自己の理論を正当化できる材料することができる精神分析とマルクス主義を批判し、これを疑似科学であるとする立場をとっていた。アドルノは、ポパーの批判的合理主義を実証主義的であるとして、「実証主義」はその理論の「公壊に立ちいって考えることがなければ論理的な時限爆弾を抱えることになるとして批判する。彼によれば、自身を批判する視点がなければ実証主義は現状追認のイデオロギーになってしまうのである。この批判の射程には、ウィトゲンシュタイン、論理実証主義者、分析哲学者も含まれる。これに対し、ポパーは、論理実証主義を批判する批判的合理主義をそれと同一に扱い、これを実証主義と呼ぶこと自体に反論し、アドルノこそ未来のユートピアにおける権力の正当性を前提に現状の権力を批判すべきと主張しているだけで、実証主義であることに変わりがないと批判した。
この討論について、1963年、ハーバーマスが『分析的科学論と弁証法』を発表。彼によれば、分析的科学論、つまりポパーの批判的合理主義は批判理論と同様に批判という契機を含んでいるだけ論理実証主義よりは可能性があるが、命題と態度との区別を前提にするなどまだ十分でない点が見受けられるのである。これに対しは、ポパーの批判的合理主義をドイツで承継したハンス・アルバートが『全体的理性の神話』を発表してハーバーマスを批判すると、ハーバーマスは更に『実証主義に二分された合理主義』を発表して反論した。
1970年代に入ると、ハンス・アルバートがいかなる基礎付けもミュンヒハウゼンのトリレンマに陥らざるを得ないとしてカール＝オットー・アーペルを批判すると、アーペルはそのようなトリレンマは論理的演繹によってのみ論証をしたことに基づくもので超越論的遂行論による基礎づけは可能であると反論。アルバートは、アーペルの基礎付けを超越論夢想にすぎないと批判し、これにまたもやハーバーマスが加わり、議論は再燃する。

### 実証主義論争以降
ガダマーは、シュライアマハー、ディルタイのロマン主義的・歴史主義的な解釈学を批判した上で、ハイデッガーの現象学的解釈学の成果を取り込み、主著『真理と方法』（1960年）において、理解は過去が現在に媒介される出来事、過去から伝わったテクストの意味への参与であり、テクストの内容を現在に生かす「適用」は、理解においていつもすでに起きていると考えなければならないとして、ドイツの哲学的伝統に則りながら、それまでの解釈学に代わる新しい解釈学をうち立てた。
ハーバーマスは、『社会科学の論理』（1967年）において、ガダマーの主著『真理と方法』における「理解されうる存在は言語である」とのテーゼを労働と支配という社会の実在連関を捉え切れていない言語の観念論であり、言語は制度化された暴力を正当化する道具にもなりえると批判すると、同年、ガダマーは、『修辞学・解釈学・イデオロギー批判』において、社会的現実的強制もまた言語的に分節化されなければならないと反論し、論争に至った。その後、ハーバーマスは、『解釈学の普遍性要求』（1970年）において、「深層解釈学」、「普遍的語用論」という視点を基に、ガダマーの主張する伝統による言語によって見出されるされる真理とは体系的に歪められたコミュニケーションかもしれず、保守的なイデオロギーとして機能すると再度批判し、ガダマーも再反論した。